# 暁小学校
暁小学校（あかつきしょうがっこう）は、三重県四日市市蒔田三丁目にある私立小学校。校長は牧好生（2020年4月から）。

## 沿革
- 創設者は平田紡績の第5代社長の宗村佐信である。

### 年表
- 1948年（昭和23年）4月 - 開校。
- 1956年（昭和31年）5月 - 天カ須賀校舎完成。
- 1963年（昭和38年）9月 - 蒔田校舎完成、現在地に移転。
- 1985年（昭和60年）5月 - 体育館完成。
- 1991年（平成3年）7月 - 新プール完成。
- 1995年（平成7年）8月 - 新校舎完成。
- 2013年（平成25年） - アフタースクール開始。

## 系列校
- 四日市看護医療大学
- 四日市大学
- 暁中学校・高等学校
- 暁幼稚園

## 著名な出身者
- 平田耕一（チヨダウーテ経営者・参議院議員・衆議院議員（自由民主党））

## アクセス
- 近鉄名古屋線川越富洲原駅より徒歩約5分